# Tommy Prim
Tommy Prim (nacido el 29 de julio de 1955 en Svenljunga) fue un ciclista sueco, profesional entre los años 1980 y 1986.
Como amateur, fue múltiples veces campeón de Suecia y de Escandinavia en ruta y en contrarreloj.
Como profesional, es uno de los ciclistas suecos con mejor palmarés de la historia. Fue 2.º en los Giros de 1981 y 1983 y 4º en las ediciones de 1980 y 1985. Cabe destacar que en el Giro de Italia de 1981, sin considerar las bonificaciones, el ganador hubiera sido Tommy Prim por delante de Giovanni Battaglin.

## Palmarés
| 1976 - Campeonato de Suecia en Ruta - 1 etapa del Tour del Porvenir 1979 - Campeonato de Suecia Contrarreloj 1980 - 1 etapa, más Clasificación de los jóvenes del Giro de Italia - 1 etapa de la París-Niza 1981 - Tour de Romandía - 1 etapa de la París-Niza - Trofeo Pantalica 1982 - Vuelta a Suecia, más 1 etapa - 1 etapa del Tour de Romandía - 1 etapa de la Semana Catalana | 1983 - Vuelta a Suecia, más 1 etapa - 1 etapa del Tour de Romandía - París-Bruselas 1984 - Tirreno-Adriático 1985 - 1 etapa del Tour de Romandía - 1 etapa de la Vuelta a Suecia - 1 etapa de la Vuelta a Dinamarca |

## Resultados

### Grandes Vueltas
| Carrera | Carrera         | 1979 | 1980 | 1981 | 1982 | 1983 | 1984 | 1985 | 1986 |
| ------- | --------------- | ---- | ---- | ---- | ---- | ---- | ---- | ---- | ---- |
|         | Giro de Italia  | —    | 4.º  | 2.º  | 2.º  | 15.º | —    | 4.º  | 21.º |
|         | Tour de Francia | —    | —    | —    | —    | —    | —    | —    | —    |
|         | Vuelta a España | —    | —    | —    | —    | —    | —    | —    | —    |

### Vueltas menores
| Carrera | Carrera           | 1979 | 1980 | 1981 | 1982 | 1983 | 1984 | 1985 | 1986 |
| ------- | ----------------- | ---- | ---- | ---- | ---- | ---- | ---- | ---- | ---- |
|         | Tirreno-Adriático | —    | —    | —    | 14.º | —    | 1.º  | —    | 20.º |
|         | París-Niza        | —    | 4.º  | Ab.  | —    | —    | —    | —    | —    |
|         | Tour de Romandía  | —    | —    | 1.º  | 2.º  | 3.º  | —    | 3.º  | —    |

### Clásicas y Campeonatos
| Carrera              | Carrera              | 1979 | 1980 | 1981 | 1982 | 1983 | 1984 | 1985 | 1986 |
| -------------------- | -------------------- | ---- | ---- | ---- | ---- | ---- | ---- | ---- | ---- |
|                      | Milán-San Remo       | —    | —    | —    | 5.º  | 48.º | 40.º | —    | —    |
| Gante-Wevelgem       | Gante-Wevelgem       | —    | —    | —    | 38.º | 30.º | —    | —    | —    |
|                      | Tour de Flandes      | —    | —    | —    | —    | 14.º | —    | —    | —    |
|                      | París-Roubaix        | —    | —    | —    | 26.º | —    | —    | —    | —    |
| Flecha Valona        | Flecha Valona        | —    | —    | 26.º | 24.º | —    | 43.º | 50.º | —    |
|                      | Lieja-Bastoña-Lieja  | —    | —    | —    | 5.º  | —    | 18.º | 25.º | —    |
| Campeonato de Zúrich | Campeonato de Zúrich | —    | 20.º | —    | 3.º  | —    | —    | 53.º | —    |
| París-Bruselas       | París-Bruselas       | —    | —    | —    | 43.º | 1.º  | —    | —    | —    |
| París-Tours          | París-Tours          | —    | —    | 56.º | 66.º | 33.º | —    | 38.º | —    |
|                      | Giro de Lombardía    | —    | —    | 6.º  | —    | 22.º | 4.º  | —    | —    |
| Mundial en Ruta      | Mundial en Ruta      | —    | —    | 33.º | Ab.  | Ab.  | Ab.  | 33.º | —    |
| Suecia Contrarreloj  | Suecia Contrarreloj  | 1.º  | —    | —    | —    | —    | —    | —    | —    |

—: No participa

Ab.: Abandona

X: Ediciones no celebradas

## Equipos
- Bianchi-Piaggio (1980-1984)
- Sammontana-Bianchi (1985-1986)

- Datos: Q540057